# Aurora (Band)
Aurora ist eine ungarische Punkrockband aus Győr.

## Bandgeschichte
Aurora wurde 1982 von „Vigi“ (Gitarre, Gesang), „Galacs“ (Bass), „Polyak“ (Schlagzeug) und „Dauer“ (Gesang) in Győr in Ungarn gegründet.
In den ersten Jahren hatte sich die Band kritisch gegenüber dem kommunistischen Regime geäußert und Aurora wurde verboten. Von 1984 bis 1988 traten sie unter falschem Namen auf. Ihr damaliger Sänger Dauer musste für zwei Jahre ins Gefängnis, weil er gegenüber den Kommunisten „nicht die richtige Wortwahl getroffen hatte“. Danach wurde er des Landes verwiesen. Aurora musste sich einen neuen Sänger suchen. „Kriszta“ wurde neue Sängerin. Doch nach kurzer Zeit verließ auch diese Aurora. Fortan musste „Vigi“ singen, weil kein gleichwertiger Ersatz gefunden werden konnte.
In dieser Zeit wurden ein paar österreichische Punks auf die Band aufmerksam. So spielte Aurora ihr erstes Konzert außerhalb Osteuropas. 1988 gingen die Ungarn zum ersten Mal auf Deutschlandtournee. Aus den Konzerteinnahmen veröffentlichten sie ihre erste EP Aurora, die beim deutschen Musiklabel Empty Records erschien.
1989 erschien das Debüt-Album Viszlát Iván (deutsch „Tschüss, Iwan“), welches zufälligerweise mit dem Ende der Sowjetischen Besatzungszeit in Ungarn zusammenfällt. Viszlát Iván wurde für die Verhältnisse ein riesiger Erfolg; 20.000 Platten können verkauft werden. Ihr nächstes Album Előre, Kurvák, Gengszterek („Vorwärts, Huren und Gangster“) wurde 1992 nach drei Jahren Arbeit veröffentlicht und übertraf Viszlát Iván sogar, nicht zuletzt dank der exzellenten Produktion. Előre, Kurvák, Gengszterek wurde schließlich auch auf Hulk Räckorz in Deutschland veröffentlicht. 1994 erschien die CD Mindhalálig Punk („Für immer Punk“) mit ihrer befreundeten deutschen Band WIZO. Darauf sind alte WIZO-Songs und erste Aurora-Aufnahmen zu hören.
In der Mitte der neunziger Jahre veröffentlichte Aurora zwei Alben die „rockiger“, also auch kommerzieller waren, nämlich Fel Tamadás („Wiederauferstehung“) und Keserű Cukor („Bitterer Zucker“). Beide waren jedoch nicht besonders erfolgreich. Ihr 1996 erschienenes Album Nincs Karácsony („Es gibt keine Weihnachten“) war dann wieder „punkiger“ und wurde in Ungarn für das „Punkalbum des Jahres“ nominiert. Auf Nincs Karácsony ist auch erstmals ihr neues Bandmitglied „Qka“ zu hören ist, der mit seinem Trompetenspiel beeindruckt. Ein Jahr später erschien ihr Album Illegális bal („Illegale Party“).
1999 erschien bei Amoebenklang Records Rúkensturcli in Kukenstrasse zusammen mit der Hamburger Punkband Antikörper, die auch bei Aurora Records erschien. Ebenfalls 1999 erschien die Compilation 1983–1989, eine CD mit Songs aus der Zeit von 1983 bis 1989, bei Hulk Räckorz in Deutschland und bei Aurora Records unter dem Titel Valogatás mit einer leicht veränderten Titelauswahl. Und auch 1999 nahmen sie das Studioalbum Balkan Express auf. Balkan Express enthält drei neue Trompetensongs, einige Poppunklieder und mehrere schnelle Songs in altbekannter Aurora-Qualität. Es ist eines der abwechslungsreichsten Alben von Aurora.
Im Jahre 2001 produzierte Aurora ihr Album A rezervátum mélyén. 2004 erschien das neueste Album auf dem Aurora Records Label unter dem Titel Meddig tart? („Wie lang noch?“). Alle Lieder auf dem neuen Album sind unter 2½ Minuten. Somit ist es das bisher kürzeste Album der Band. Nach Meinung von Schlagzeuger Kiskovács ist das neue Werk am ehesten mit dem Album Keserü Cukor zu vergleichen.

## Diskografie
Alben
- 1987: Auróra
- 1989: Viszlát Iván
- 1992: Előre kurvák...
- 1993: felTámadás
- 1994: Mindhalálig punk (Split mit WIZO)
- 1995: Keserű cukor
- 1996: Nincs karácsony
- 1997: Illegális bál
- 1999: Válogatás (Kompilation)
- 1999: Balkán express
- 1999: Rúkensturcli in Kukenstrasse (Split mit Antikörper)
- 2002: A rezervátum mélyén
- 2004: Meddig tart?
- 2008: Türéshatáron túl